# Охрид (аеропорт)
Аеропорт «Охрид» імені Апостола Павла (IATA: OHD, ICAO: LWOH) (мак. Аеродром „Св. Апостол Павле“ Охрид, трансліт. Aerodrom „Sv. Apostol Pavle“ Ohrid) — другий за розміром та перевезенням пасажирів міжнародний аеропорт Північної Македонії, після аеропорту Скоп'є. Розташований за 9 км на північ від міста Охрид. Він обслуговує близько 60 000 пасажирів та 1000 польотів повітряних суден в рік. Аеропорт «Охрид» є альтернативним аеропортом Македонії, який забезпечує в основному туристичні авіарейси в Македонію.

## Історія
Аеропорт «Охрид» був створений в 1952 році поблизу північно-східного узбережжя озера Охрид. Спочатку аеропорт мав злітно-посадкову смугу без твердого покриття довжиною 900 метрів.
5 липня 1953 року аеропорт прийняв перший міжнародний політ, та була побудована злітно-посадкова смуга завдовжки 2550 метрів. Аеропортом керувала компанія югославська авіакомпанія «Jat Airways». Аеропорт виконував роль внутрішнього аеропорту Югославії та був залучений до авіасполучення по маршруту Белград — Скоп'є — Охрид.
У період з 1968 по 1970 рік, відповідно до технічної документації розпочалось будівництво нового аеропорту в Охриді. Розпочались роботи по будівництву нової асфальтової злітно-посадкової смуги, фартухів, будівлі аеропорту, вежі управління, гаражів, електростанції, місця для паркування, технічних, під'їзних шляхів, огорожі периметра та інших об'єктів інфраструктури. Стара будівля аеропорту була реконструйована.
Збільшення авіа перевезень в аеропорту в Охриді почалося в другій половині 1980-х років, через збільшення туристичного потоку в літній період до Македонії. Туристи приїздили, в основному з Нідерландів, Німеччини, Великої Британії, Словенії та Сербії. Тому головна причина існування аеропорту «Охрид», це підтримка туристичної привабливості республіки Македонія.
У період з березня по травень 1990 року проведено реконструкцію злітно-посадкової смуги аеропорту.
2004 року завершено реконструкцію злітно-посадкової смуги за сприянням кредиту від Європейського банку реконструкції та розвитку.
У 2008 році уряд Македонії підписав контракт з турецькою компанією Tepe Akfen Ventures (TAV), яка протягом 20 років буде управляти двома аеропортами Македонії в Охриді і Скоп'є.

## Авіакатастрофа
21 листопада 1993 року в аеропорту Охриду сталась авіакатастрофа, літак Як-42 із бортовим номером № 42390, що виконував рейс Женева — Скоп'є, увігнався в гору в складних метеоумовах.
Загинуло 115 пасажирів (із 116 тих що були на борту) та 8 членів екіпажу літака, 1 пасажир помер від травм через 11 днів після катастрофи в лікарні.

## Авіалінії та напрямки (на жовтень 2022)
| Авіакомпанія            | Пункт призначення                                                                       |
| ----------------------- | --------------------------------------------------------------------------------------- |
| Arkia Israel Airlines   | Сезонний: Тель-Авів                                                                     |
| Chair Airlines          | Чартер: Цюрих                                                                           |
| Corendon Dutch Airlines | Сезонний чартер: Амстердам                                                              |
| Enter Air               | Сезонний чартер: Варшава-Шопен                                                          |
| Edelweiss Air           | Цюрих                                                                                   |
| LOT Polish Airlines     | Сезонний: Варшава-Шопен Сезонний чартер: Катовиці                                       |
| TUI Airways             | Сезонний: Манчестер (з 31 травня 2023)                                                  |
| TUI fly Netherlands     | Сезонний: Амстердам, Ейндговен                                                          |
| Wizz Air                | Базель-Мюлуз, Відень, Дортмунд, Лондон–Лутон, Мальме, Меммінген Сезонний: Фрідріхсгафен |

## Статистика
Див. джерело запитів Вікіданих та джерела.
| Рік                | Пасажирообіг | Зміна    | Рухів літаків | Зміна   |
| ------------------ | ------------ | -------- | ------------- | ------- |
| 1990               | 67,811       | -        | -             | -       |
| 1991               | 60,440       | ▼10,9 %  | -             | -       |
| 1992               | 34,344       | ▼43,2 %  | -             | -       |
| 1993               | 48,022       | ▲39,8 %  | -             | -       |
| 1994               | 18,681       | ▼61,1 %  | -             | -       |
| 1995               | 39,270       | ▲110,2 % | -             | -       |
| 1996               | 104,229      | ▲165,4 % | -             | -       |
| 1997               | 42,544       | ▼59,2 %  | -             | -       |
| 1998               | 55,417       | ▲30,3 %  | -             | -       |
| 1999               | 74,497       | ▲34,4 %  | -             | -       |
| 2000               | 65,941       | ▼11,5 %  | -             | -       |
| 2001               | 53,954       | ▼18,2 %  | -             | -       |
| 2002               | 60,209       | ▲11,6 %  | -             | -       |
| 2003               | 51,082       | ▼15,5 %  | -             | -       |
| 2004               | 32,309       | ▼36,8 %  | -             | -       |
| 2005               | 53,901       | ▲66,8 %  | -             | -       |
| 2006               | 50,336       | ▼6,6 %   | -             | -       |
| 2007               | 45,515       | ▼9,6 %   | -             | -       |
| 2008               | 44,413       | ▼2,4 %   | -             | -       |
| 2009               | 33,873       | ▼23,7 %  | -             | -       |
| 2010               | 14,095       | ▼58,4 %  | -             | -       |
| 2011               | 78,246       | ▲455,1 % | 906           | -       |
| 2012               | 84,736       | ▲8,3 %   | 866           | ▼4,4 %  |
| 2013               | 83,060       | ▼2,0 %   | 1,069         | ▲23,4 % |
| 2014               | 69,984       | ▼15,7 %  | 821           | ▼23,2 % |
| 2015               | 107,916      | ▲54,2 %  | 1,133         | ▲38,0 % |
| 2016               | 145,002      | ▲34,5 %  | 1,446         | ▲27,6 % |
| 2017               | 159,072      | ▲9,7 %   | 1,450         | ▲0.3 %  |
| 2018               | 184,283      | ▲15,8 %  | 1,562         | ▲7.7 %  |
| 2019               | 317,218      | ▲72.1 %  | 2,623         | ▲67.9 % |
| 2020               | 72,086       | ▼77.3 %  | 606           | ▼76.9 % |
| 2021               | 122,154      | ▲69.5 %  | 976           | ▲61.1 % |
| 2022 (01.01-31.08) | 158,520      | ▲116.5 % | 1,088         | ▲90.9 % |